# Air Force Cross (Regno Unito)
La Air Force Cross (AFC, Croce dell'Aeronautica Militare) è una decorazione assegnata al personale delle Forze armate britanniche, e inizialmente anche agli ufficiali di altri paesi del Commonwealth, per «…un atto o atti di valore, coraggio o devozione al dovere durante il volo, anche se in operazioni non contro il nemico». Una sbarra viene aggiunta al nastro per coloro cui viene riconosciuta l'onorificenza per la seconda volta.

## Storia
L'onorificenza fu istituita il 3 giugno 1918. Essa fu inizialmente riconosciuta agli Ufficiali e ai Warrant officer dell'Aeronautica, ma dopo la seconda guerra mondiale fu estesa anche agli ufficiali delle aviazioni dell'Esercito e della Marina, e ancora nel 1993 ad altri livelli dopo l'abolizione dell'Air Force Medal.
Durante la prima Guerra mondiale ne vennero assegnate circa 680, mentre durante la seconda guerra mondiale ne vennero riconosciute 2001, di cui 26 con barre. 58 furono assegnate ad equipaggi provenienti da altri paesi non appartenenti al Commonwealth.
I titolari dell'Air Force Cross hanno diritto di fregiarsi della sigla "AFC".

## Descrizione
- La medaglia consiste in una croce d'argento alta 60 mm e larga 54 mm, che rappresenta le eliche di un aereo, con le ali nei bracci. Il rovescio riporta Hermes a cavallo delle ali di un falco che tiene una ghirlanda di alloro. Nella parte superiore del braccio verticale vi è una corona reale, mentre i tre bracci portano il monogramma del monarca regnante al momento dell'assegnazione.[1]
- Il nastro sospensore è decorato con ghirlande di alloro.[1]
- Il nastrino era originalmente bianco con ampie striature orizzontali, ma fu cambiato nel 1919 con l'attuale bianco con ampie strisce rosse diagonali inclinate a 45 gradi.[1]

| Air Force Cross ribbon bars | Air Force Cross ribbon bars | Air Force Cross ribbon bars | Air Force Cross ribbon bars |
|                             | AFC                         | AFC e Sbarra                |                             |
| --------------------------- | --------------------------- | --------------------------- | --------------------------- |
| 1918–1919                   |                             |                             |                             |
| dal 1919                    |                             |                             |                             |